# Kangasalahuset
Kangasalahuset (på finska Kangasala-talo) är en byggnad i centrum av Kangasala, färdigställd hösten 2014, med mötesrum för kommunfullmäktige och ett kulturcenter. Huset har en multifunktionssal och huset är byggt speciellt för musik och teater såväl som för bildkonstens behov. Ett konstmuseum öppnade i januari 2015 i kulturcentret. Framför huset ligger Kimmo Pyykös bronsskulptur Dialogi. Byggnaden ligger vid Kangasala bibliotek. 

## Husbyggande och förvaltning
Byggnaden ritades av Mikko Heikkinen och Markku Komonen, och projektet leddes av arkitekt Markku Puumala. Byggnadens fasad är byggd av betong och ytan är mörkbrun och verkar rostig. Skulptören Pertti Kukkonen har hjälpt till vid utformningen av huset.  Husets kostnader var cirka 12 miljoner euro och det kommunala driftbidraget för huset är cirka en halv miljon euro per år  . Byggnaden drivs av Kangasala-talo Oy, grundat 2013 och dess vd är Timo Kotilainen.
Kangasalahusets sal (Kangasala-salen), har 290 platser. På salens vägg finns Kimmo Pyykös relief Mielen maisema. Huset har en Steinway-flygel för konserter.

## Kimmo Pyykkö konstmuseum
Konstmuseet i Kangasalahuset kallas Kimmo Pyykkö konstmuseum . Konstmuseet är 400 m². På tredje våningen finns en permanent utställning med Kimmo Pyykös verk Vid ingången till konstmuseet, på ytterväggen, ligger Pyykös bronsverk Elämänkaari (Livets båge).

## Kritik
Kangasalahuset väckte motstånd och en adress samlades mot det.  Debatten mot och för huset var exceptionellt intensiv under besluts- och byggfaserna. Teemu Mäkis framträdande i huset den 7 mars 2015 orsakade stark diskussion och en demonstration.